# 何東舜銘
何東舜銘（1959年—），原名麥舜銘（Michael Mak Shun Ming），何鸿章與何婉琪的私生子，即是何鴻燊的堂侄或外甥，前度妻子為香港無綫電視前藝員陳復生。早期跟繼父麥志偉姓麥，但後來與生父關係曝光後認祖歸宗，改名何東舜銘。